# کشله
کشله (به لاتین: Keşlə) یکی از شهرهای جمهوری آذربایجان است که از توابع شهر باکو است. جمعیت این شهر در سرشماری سال ۲۰۱۱ میلادی، ۲۳۰۰۰ نفر بود.